# 중국-파키스탄 관계
중국-파키스탄 관계는 공식적으로 1951년 11월에 시작되었다. 두 국가는 전략적인 관계를 공유한다. 특히 중국에 있어 인도를 견제하고, 중국 신장 위구르 자치구 내 이슬람 원리주의자들에 대한 관리, 미중 갈등 속에서 군사적 우방국을 확보하는데 파키스탄은 중요한 국가이다.

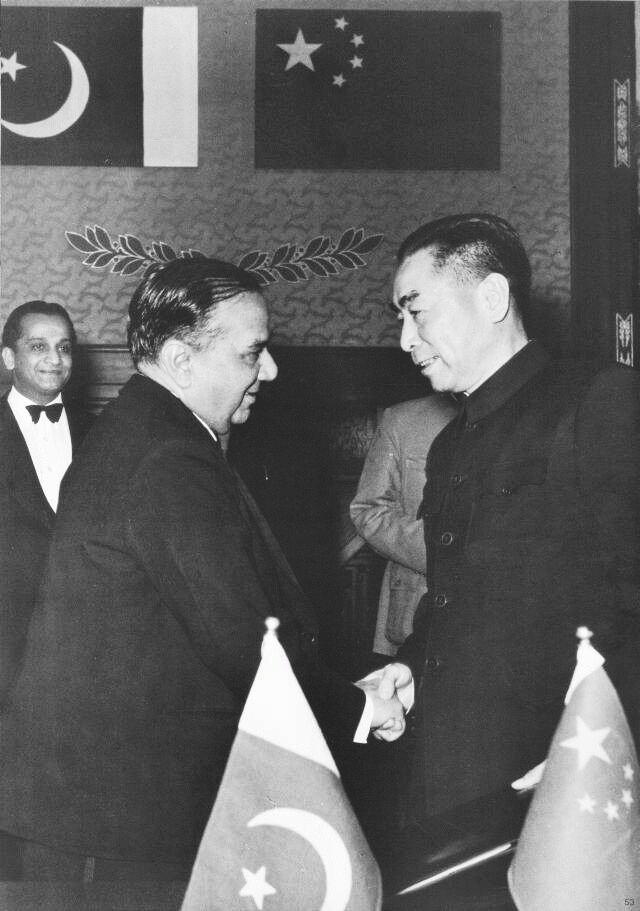
저우언라이 국무원 총리와 후세인 샤히드 수라와르디 파키스탄 총리

파키스탄에게는 경제 협력국으로서 중국은 중요한 이웃 국가이다. 특히 일대일로 및 중국-파키스탄 경제 회랑은 파키스탄 경제발전에 핵심적인 부분을 차지한다. 대표적으로, 과다르 항구 개발을 통해 중국의 인도양 진출에 양국은 협력 중이다.
미국과도 우호적인 관계를 맺은 파키스탄은 미중 데탕트를 이끄는데 중재자 역할을 수행하였다.
또한 중국은 파키스탄에 다양한 무상 및 유상 원조를 제공하고 있다. 국방 분야에서 두 국가는 협력을 강화하고 있으며, 이 관계는 오랫동안 지속되어왔다. 일례로, 중국은 1965년 인도-파키스탄 전쟁 당시 파키스탄에 대한 군사적 원조를 제공하였다. 파키스탄은 중국산 군사 장비에 의존한다.
중국-파키스탄 국경은 티베트 자치구와 길기트발티스탄이 맞닿아 있으며, 철도와 도로로 연결되어 있다. 1960년대 카슈미르 샥스감 계곡은 파키스탄의 영토였으나, 국경을 획정하는 과정에서 파키스탄이 중국에게 영유권을 넘겼다. 인도는 이러한 합의를 인정하지 않으며, 영유권을 지속적으로 주장하고 있다.

## 같이 보기
- 중국-파키스탄 경제 회랑